# På spaning efter den tid som flytt. 4, Sodom och Gomorra
På spaning efter den tid som flytt. 4, Sodom och Gomorra är en roman av Marcel Proust, utgiven i Frankrike år 1922. Franska originalets titel är Sodome et Gomorrhe. Gunnel Vallquist översatte romanen till svenska 1969 och den kom ut i sin senaste tryckning på Albert Bonniers Förlag 1993. Romanen är den fjärde i en svit om sju böcker – På spaning efter den tid som flytt. 

## Handling
Temat i denna roman är homosexualitet. Baron de Charlus, som tidigare framstått som manligheten själv, visar sig vara homosexuell liksom ett stort antal personer i berättarens omgivning, män som kvinnor. Ett genomgående tema är även berättarens oro för att hans kärlek Albertine ska visa sig vara lesbisk. Umgänget med kretsen kring Guermantes fortsätter men i bokens senare del möter läsaren (åter) den borgerliga kretsen kring makarna Verdurin: historikern Brichot, den grovhuggne men bildade läkaren Cottard, den ständigt hunsade Saniette. Början till baron de Charlus förödande relation med den kälkborgerlige men talangfulle musikern Morel skildras också. I slutet av berättelsen beslutar sig berättaren efter mycken vånda att gifta sig med Albertine. 